# Référendums en Macédoine du Nord
La possibilité de référendums en Macédoine du Nord est prévue par la constitution de 1991. Ils peuvent être d'origine parlementaire ou populaire.

## Constitution
En accord avec l'article 73 de la constitution, l'Assemblée de Macédoine peut décider de la proclamation d'un référendum sur des questions relevant de sa compétence à la majorité des voix du nombre total des députés.. 
La possibilité de référendum populaire est également prévue. L'Assemblée est en effet tenue de proclamer un référendum si la proposition en a été soumise par un minimum de 150 000 électeurs. Ce chiffre représentait un peu plus de 8 % du total des inscrits sur les listes électorales macédoniennes en 2016.  La décision approuvée par référendum porte un caractère impératif.

## Conditions
Le projet de loi ne sera considéré comme approuvé de manière valide que si le Oui l'emporte à la majorité absolue (50 %+1) et que le quorum de participation de 50 % des inscrits est franchi.
Ce quorum de participation est notamment remis en cause lors du référendum de 2018 du fait du caractère périmé des listes électorales vieilles de 2002, qui participerait à grossir l'abstention, entre 300 000 et 400 000 Macédoniens ayant émigrés depuis, soit entre 17 et 22 % du total des inscrits. Une situation qui rend de fait très difficile d'atteindre les 50 % exigés.

## Historique
Deux référendums ont été mis en œuvre sous la constitution de 1991 : 
1. Un référendum d'origine populaire en 2004 portant sur une annulation de la récente réforme de décentralisation dans un contexte de conflit avec l'importante minorité albanaise. Approuvée à plus de 95 % des voix, la tentative est cependant un échec du fait d'une trop faible participation, moins de 27 % des inscrits s'étant déplacés aux urnes.
2. Un référendum d'origine parlementaire en 2018 visant à résoudre le Débat autour du nom de la Macédoine en faisant se prononcer la population sur l'accord conclu avec la Grèce entraînant un changement du nom du pays en Macédoine du Nord